# 광제호

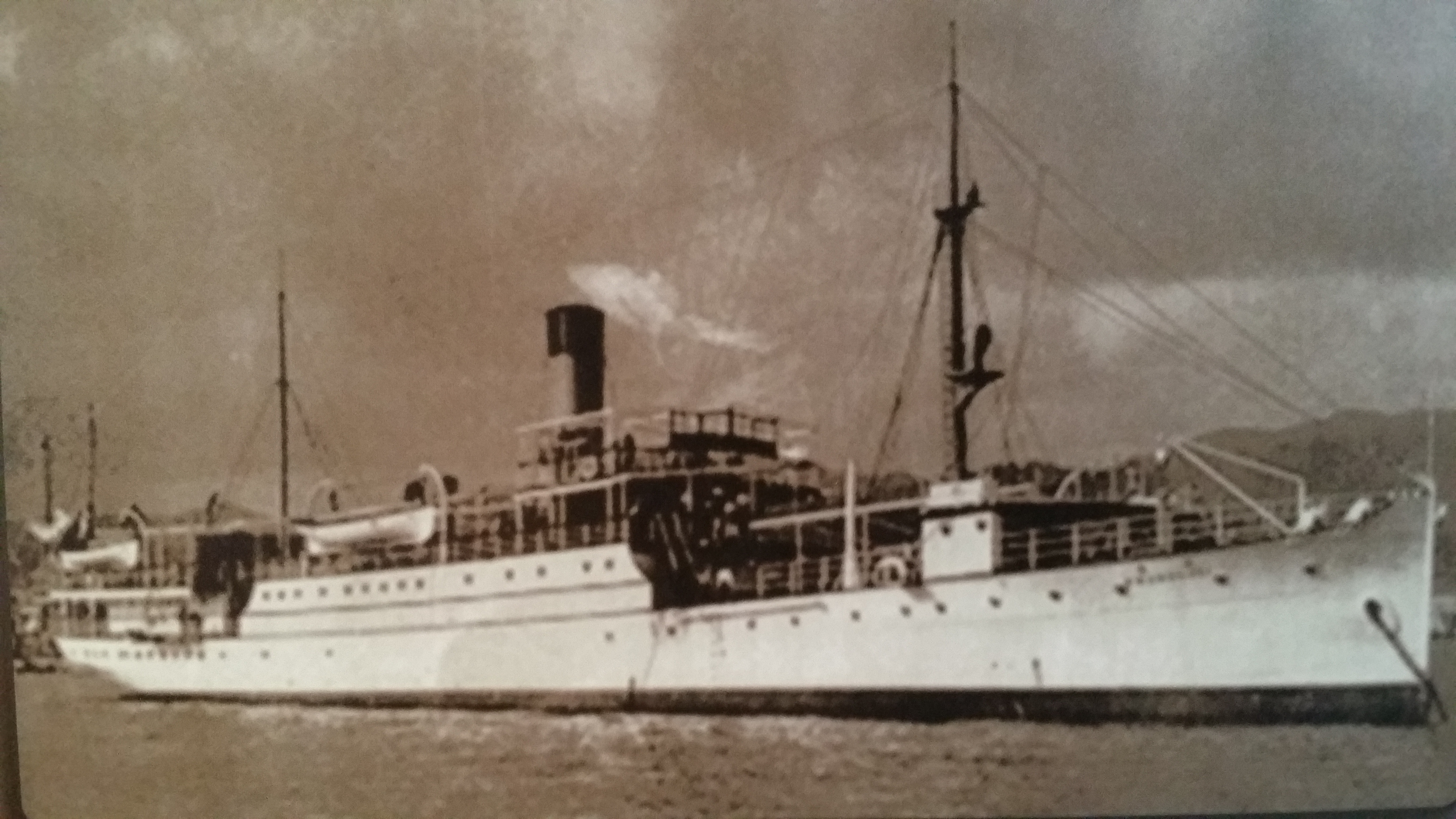
대한제국의 군함 광제호

광제호(廣濟號)는 대한제국의 두 번째의 군함이다.

## 배경
이 군함이 건조된 것은 1904년(광무 8년) 11월이고, 무선전신시설이 장치된 것은 1910년 9월이다. 원래 근대식 군함 도입 추진은 1881년(고종 18) 군비강화책의 일환으로 공채를 모집하면서부터였다. 광제호는 새로운 군함 발주 계획에 기초하여 일본에서 1904년에 건조되었다. 그러나 을사늑약 이후 군함으로서의 기능이 상실되고 연안세관 감시선으로 전락하고 말았다. 미국공사 알렌이 정리한 <외교사연표>(1904)에 "1902년 12월 - 한국정부가 등대감시 및 수송선 입출항시 세관순시 및 경비용으로 선박 1척을 일본으로부터 발주하였다"고 나와있다. 대금이 당시 돈으로 약 35만원이라고 기록해 놓은 구절이 있는데, 이는 광제호를 처음 발주할 당시의 금액이라 추정하고 있다.

## 제원
- 총배수량 : 1,056톤
- 진수시기 : 1904년 6월 15일
- 인수시기 : 1904년 12월 20일
- 보유무장 : 3인치 함포 3문
- 통신시설 : 무선시설및 선박용 무선통신안테나인 더블렛트 2기
- 적재톤 : 540톤
- 전장 : 220척(66.7m)
- 선폭 : 30척(9.1m)
- 흘수 : 29.8척(9.03m), 21척(6.4m)만재시
- 주기 : 삼연성(三連成) 레시프로형 기관 2기 2438마력
- 항속 : 최대 14.77노트
- 건조 : 가와사키조선 코베조선소(川崎造船 神戶造船所)

## 참고 하기
- 양무호(揚武號, KIS Yangmu) - 대한제국의 첫 번째의 군함
- 신순성